# Ramona and Beezus
Ramona and Beezus és una adaptació cinematogràfica de 20th Century Fox basada en el llibre homònim. És protagonitzada per Selena Gomez.

## Argument
La Ramona viu de la imaginació, d'una energia il·limitada i de bretolades que la fan ser el centre d'atenció. Però el seu incontenible sentit de la diversió, aventura i entremaliadures poden ser molt útils quan es proposa d'ajudar a salvar la casa de la seva família.

## Repartiment
- Joey King: Ramona Quimby
- Selena Gomez: Beatrice "Beezus" Quimby
- Hutch Dano: Henry Huggins
- Ginnifer Goodwin: tia Bea
- John Corbett: Robert Quimby
- Bridget Moynahan: Dorothy Quimby
- Josh Duhamel: Hobart
- Jason Spevack: Howie Kemp
- Sandra Oh: Mrs. Meacham
- Aila and Zanti McCubbing: Roberta Quimby
- Sierra McCormick: Susan Kushner
- Patti Allan: Mrs. Pitt

## Producció

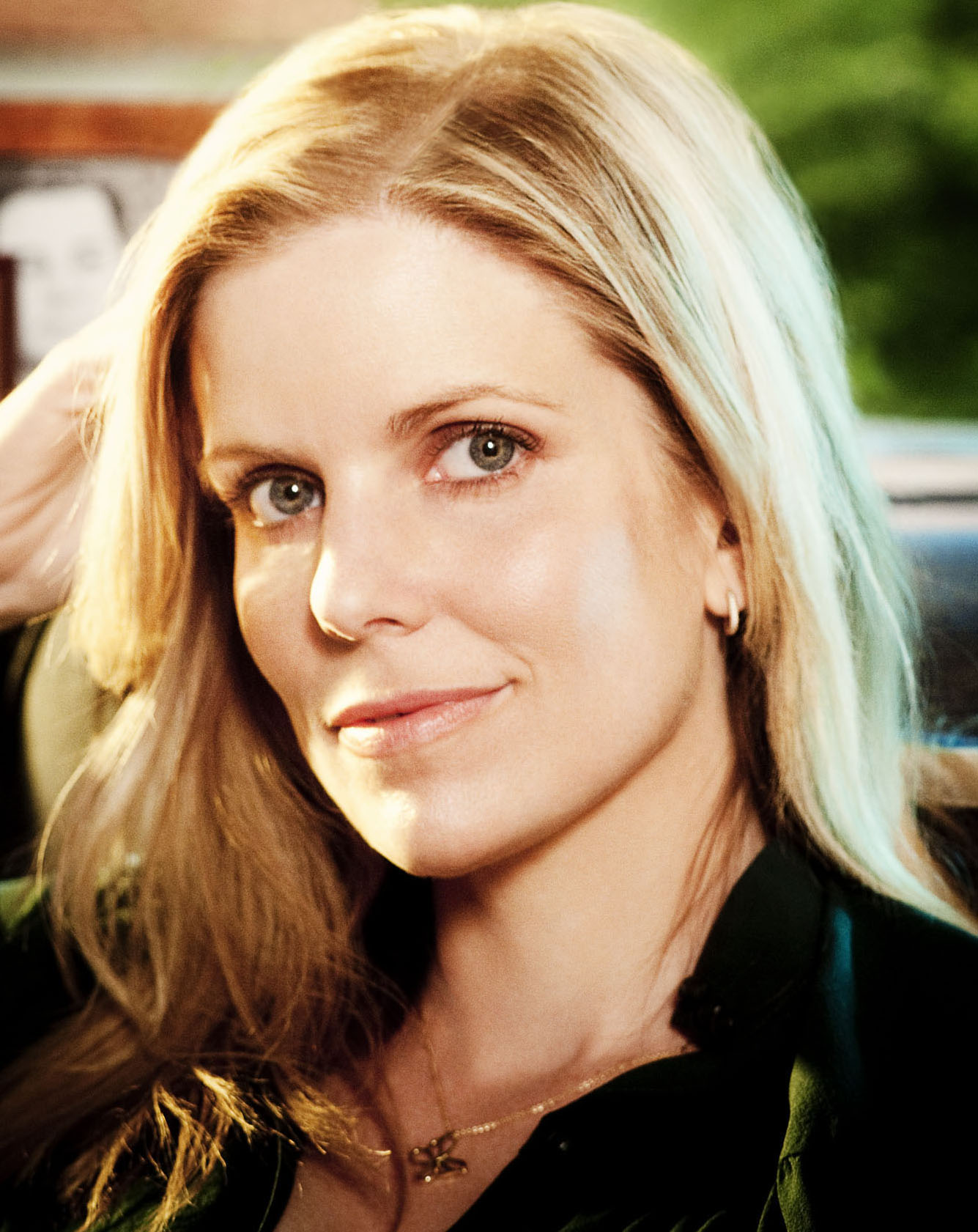
Elizabeth Allen és la directora de la pel·lícula.

El 10 de gener de 2010, va ser anunciat que Elizabeth Allen dirigiria una adaptació de pel·lícula de la sèrie de novel·les escrites per Beverly Cleary. La pel·lícula, Ramona i Beezus, seria estrenada als cinemes el 23 de juliol de 2010. Denise Di Novi i Alison Greenspan va gastar 15$ milions per produir la pel·lícula amb els guionistes Laurie Craig i Nick Pustay. Joey King, Selena Gomez, Hutch Dano, Ginnifer Goodwin, John Corbett, Bridget Moynahan, Josh Duhamel, Jason Spevack, Sandra Oh, Sierra McCormick, Patti Allan, Lynda Boyd, i Aila i Zanti McCubbing va protagonitzar la pel·lícula. La  FOX 2000 Pictures va adquirir els drets de distribució de la pel·lícula. Mark Mothersbaugh va compondre la música per la pel·lícula. Dune Entertainment, Walden Media,  i Di Novi Pictures van coproduir la pel·lícula.

## Estrena
Ramona i Beezus va ser estrenada el 23 de juliol de 2010 per 20th Century Fox i Walden Media en 2.719 sales. La pel·lícula va ser valorada com a G per MPAA, essent la quarta pel·lícula G des d'Anastasia el 1997. (La següent pel·lícula G de la 20th Century Fox va ser The Peanuts Movie, el 2015) El tràiler va ser estrenat el 18 de març de 2010,  juntament amb Com ensinistrar un drac, The Last Song, Gru, el meu dolent preferit, Toy Story 3, i altres pel·lícules de la 20th Century Fox, incloent Diary of a Wimpy Kid i Marmaduke.

### Rebuda de la crítica
Ramona i Beezus va tenir generalment ressenyes positives. Rotten Tomatoes informa que de 68 ressenyes, un 70% han estat positives amb un índex mitjà de 6.3/10. La pel·lícula té una valoració de 56 a Metacritic,  basat en 28 ressenyes. Eric Snider de Film.com diu que "La història resultant és un embolic, i hi ha massa personatges, però vaja, és bastant contagiosa." Jason Anderson del Toronto Star va donar-li bona nota, dient que "[Ramona i Beezus] és viva, en gran part gràcies al dolç i enèrgic guió de Laurie Craig i Nick Pustay i a les actuacions del repartiment."